# Нововладимировский (Краснодарский край)
Нововладимировский (в некоторых источниках имя хутора — Нововладимировские) — хутор в Тбилисском районе Краснодарского края Российской Федерации.
Входит в состав Нововладимировского сельского поселения.

## Население
| 2002 | 2010 |
| ---- | ---- |
| 296  | ↘281 |